# Synacta corrugata
Synacta corrugata är en skalbaggsart som beskrevs av Leon Fairmaire 1899. Synacta corrugata ingår i släktet Synacta och familjen Melolonthidae. Inga underarter finns listade i Catalogue of Life.